# Хейз, Чак
Чарльз Эдвард «Чак» Хейз-младший (англ. Charles Edward "Chuck" Hayes, Jr.; родился 11 июня 1983 года, Сан-Леандро, штат Калифорния, США) — американский профессиональный баскетболист, выступавший в Национальной баскетбольной ассоциации. Играл на позициях центрового и тяжёлого форварда. В настоящее время работает помощником главного тренера клуба НБА «Денвер Наггетс».
В 2005 году выставил свою кандидатуру на драфт НБА, однако не был выбран ни одной из команд.

## Тренерская карьера
9 сентября 2016 года было объявлено, что Хейз завершает свою игровую карьеру и войдёт в тренерский штаб клуба НБА «Денвер Наггетс». Он будет выполнять обязанности помощника главного тренера, а также станет тренером по развитию игроков.

## Описание спортсмена
Чак Хейз не является стандартным игроком своего амплуа тяжёлого форварда и центрового (центрфорварда), поскольку является очень низким игроком (198 см) для своей позиции. Средний рост тяжёлого форварда составляет около 205—210 см, а центрового 210—220 см. Кроме того он практически не атакует с дистанции кольцо оппонентов. Однако у Чака есть и положительные черты: он хорошо защищается, действует на подборе, может перехватить мяч у более крупных противников и умеет хорошо пасовать.

## Статистика в НБА
| Сезон                                                                                    | Команда    | Регулярный сезон | Регулярный сезон | Регулярный сезон | Регулярный сезон | Регулярный сезон | Регулярный сезон | Регулярный сезон | Регулярный сезон | Регулярный сезон | Регулярный сезон | Регулярный сезон | Серия плей-офф | Серия плей-офф | Серия плей-офф | Серия плей-офф | Серия плей-офф | Серия плей-офф | Серия плей-офф | Серия плей-офф | Серия плей-офф | Серия плей-офф | Серия плей-офф |
| Сезон                                                                                    | Команда    | GP               | GS               | MPG              | FG%              | 3P%              | FT%              | RPG              | APG              | SPG              | BPG              | PPG              | GP             | GS             | MPG            | FG%            | 3P%            | FT%            | RPG            | APG            | SPG            | BPG            | PPG            |
| ---------------------------------------------------------------------------------------- | ---------- | ---------------- | ---------------- | ---------------- | ---------------- | ---------------- | ---------------- | ---------------- | ---------------- | ---------------- | ---------------- | ---------------- | -------------- | -------------- | -------------- | -------------- | -------------- | -------------- | -------------- | -------------- | -------------- | -------------- | -------------- |
| 2005/06                                                                                  | Хьюстон    | 40               | 0                | 13,4             | 56,2             | 0,0              | 64,4             | 4,5              | 0,4              | 0,7              | 0,4              | 3,7              | Не участвовал  | Не участвовал  | Не участвовал  | Не участвовал  | Не участвовал  | Не участвовал  | Не участвовал  | Не участвовал  | Не участвовал  | Не участвовал  | Не участвовал  |
| 2006/07                                                                                  | Хьюстон    | 78               | 43               | 22,0             | 57,3             | 0,0              | 61,8             | 6,7              | 0,6              | 0,9              | 0,2              | 5,6              | 7              | 7              | 28,1           | 70,6           | 0,0            | 40,0           | 6,4            | 0,4            | 1,3            | 0,4            | 3,7            |
| 2007/08                                                                                  | Хьюстон    | 79               | 44               | 19,9             | 51,1             | 0,0              | 45,8             | 5,4              | 1,2              | 1,1              | 0,5              | 3,0              | 6              | 0              | 18,0           | 63,6           | 0,0            | 0,0            | 4,7            | 0,8            | 0,5            | 1,0            | 2,3            |
| 2008/09                                                                                  | Хьюстон    | 71               | 1                | 12,1             | 37,2             | 0,0              | 36,8             | 3,5              | 0,6              | 0,5              | 0,3              | 1,3              | 13             | 4              | 13,3           | 47,6           | 0,0            | 0,0            | 3,0            | 0,8            | 1,0            | 0,2            | 1,5            |
| 2009/10                                                                                  | Хьюстон    | 82               | 82               | 21,6             | 48,9             | 0,0              | 54,5             | 5,7              | 1,7              | 0,9              | 0,5              | 4,4              | Не участвовал  | Не участвовал  | Не участвовал  | Не участвовал  | Не участвовал  | Не участвовал  | Не участвовал  | Не участвовал  | Не участвовал  | Не участвовал  | Не участвовал  |
| 2010/11                                                                                  | Хьюстон    | 74               | 63               | 28,1             | 52,7             | 0,0              | 66,2             | 8,1              | 2,7              | 1,1              | 0,7              | 7,9              | Не участвовал  | Не участвовал  | Не участвовал  | Не участвовал  | Не участвовал  | Не участвовал  | Не участвовал  | Не участвовал  | Не участвовал  | Не участвовал  | Не участвовал  |
| 2011/12                                                                                  | Сакраменто | 54               | 9                | 19,2             | 42,9             | 0,0              | 66,7             | 4,3              | 1,4              | 0,7              | 0,3              | 3,2              | Не участвовал  | Не участвовал  | Не участвовал  | Не участвовал  | Не участвовал  | Не участвовал  | Не участвовал  | Не участвовал  | Не участвовал  | Не участвовал  | Не участвовал  |
| 2012/13                                                                                  | Сакраменто | 74               | 1                | 16,3             | 44,2             | 0,0              | 62,5             | 4,0              | 1,5              | 0,4              | 0,2              | 2,7              | Не участвовал  | Не участвовал  | Не участвовал  | Не участвовал  | Не участвовал  | Не участвовал  | Не участвовал  | Не участвовал  | Не участвовал  | Не участвовал  | Не участвовал  |
| 2013/14                                                                                  | Сакраменто | 16               | 1                | 11,2             | 43,8             | 0,0              | 71,4             | 2,9              | 0,4              | 0,7              | 0,1              | 2,1              | Не участвовал  | Не участвовал  | Не участвовал  | Не участвовал  | Не участвовал  | Не участвовал  | Не участвовал  | Не участвовал  | Не участвовал  | Не участвовал  | Не участвовал  |
| 2013/14                                                                                  | Торонто    | 45               | 0                | 12,8             | 42,9             | 0,0              | 83,3             | 3,6              | 0,6              | 0,5              | 0,2              | 2,2              | 5              | 0              | 7,6            | 25,0           | 0,0            | 100,0          | 1,6            | 0,4            | 0,6            | 0,0            | 1,2            |
| 2014/15                                                                                  | Торонто    | 29               | 0                | 8,8              | 47,8             | 0,0              | 54,5             | 1,8              | 0,7              | 0,3              | 0,1              | 1,7              | Не участвовал  | Не участвовал  | Не участвовал  | Не участвовал  | Не участвовал  | Не участвовал  | Не участвовал  | Не участвовал  | Не участвовал  | Не участвовал  | Не участвовал  |
| 2015/16                                                                                  | Хьюстон    | 2                | 0                | 12,0             | 50,0             | 0,0              | 100,0            | 4,0              | 1,0              | 0,0              | 0,0              | 2,0              | Не участвовал  | Не участвовал  | Не участвовал  | Не участвовал  | Не участвовал  | Не участвовал  | Не участвовал  | Не участвовал  | Не участвовал  | Не участвовал  | Не участвовал  |
|                                                                                          | Всего      | 644              | 244              | 18,3             | 49,8             | 0,0              | 62,0             | 5,0              | 1,2              | 0,7              | 0,4              | 3,7              | 31             | 11             | 16,6           | 54,4           | 0,0            | 57,1           | 3,9            | 0,6            | 0,9            | 0,4            | 2,1            |
| Наведите курсор мыши на аббревиатуры в заголовке таблицы, чтобы прочесть их расшифровку. |            |                  |                  |                  |                  |                  |                  |                  |                  |                  |                  |                  |                |                |                |                |                |                |                |                |                |                |                |